# Polibek (Hradčany)
Polibek, nebo také sousoší Polibek, je památkově chráněná pískovcová skulptura, která je dílem českého sochaře Josefa Mařatky (1874–1937). Polibek se nachází na kopci Petřín v městské čtvrti Hradčany v Praze. Geologicky patří do geomorfologického celku Pražská plošina.

## Historie a popis díla
Polibek je skulptura s výškou 2,5 m, která je památkově chráněná od 3. května 1958. Sochař Josef Mařatka vytvořil první verzi díla Polibek již v roce 1909 ve kterém je řešen vztah mezi dvěma stojícími a těsně semknutými figurami muže a ženy. Přitom byl pozitivně ovlivněn impresionistickým přístupem získaným během pobytu v ateliéru slavného francouzského sochaře Auguste Rodina. V roce 1921 nakonec vytvořil konečnou podobu sousoší Polibek, které bylo původně určeno pro pražské Letenské sady. Architekturu podstavce díla navrhl český architekt a umělec Jan Kotěra. Dílo představuje nahého muže a ženu při vášnivém polibku. V roce 1945 nebo 1951 byl Polibek přesunut na Petřín.

## Další informace
Skulptura je celoročně volně přístupná a nachází se uprostřed oválného zatravněného prostranství a kolem vede také cyklistická trasa A32.

## Galerie

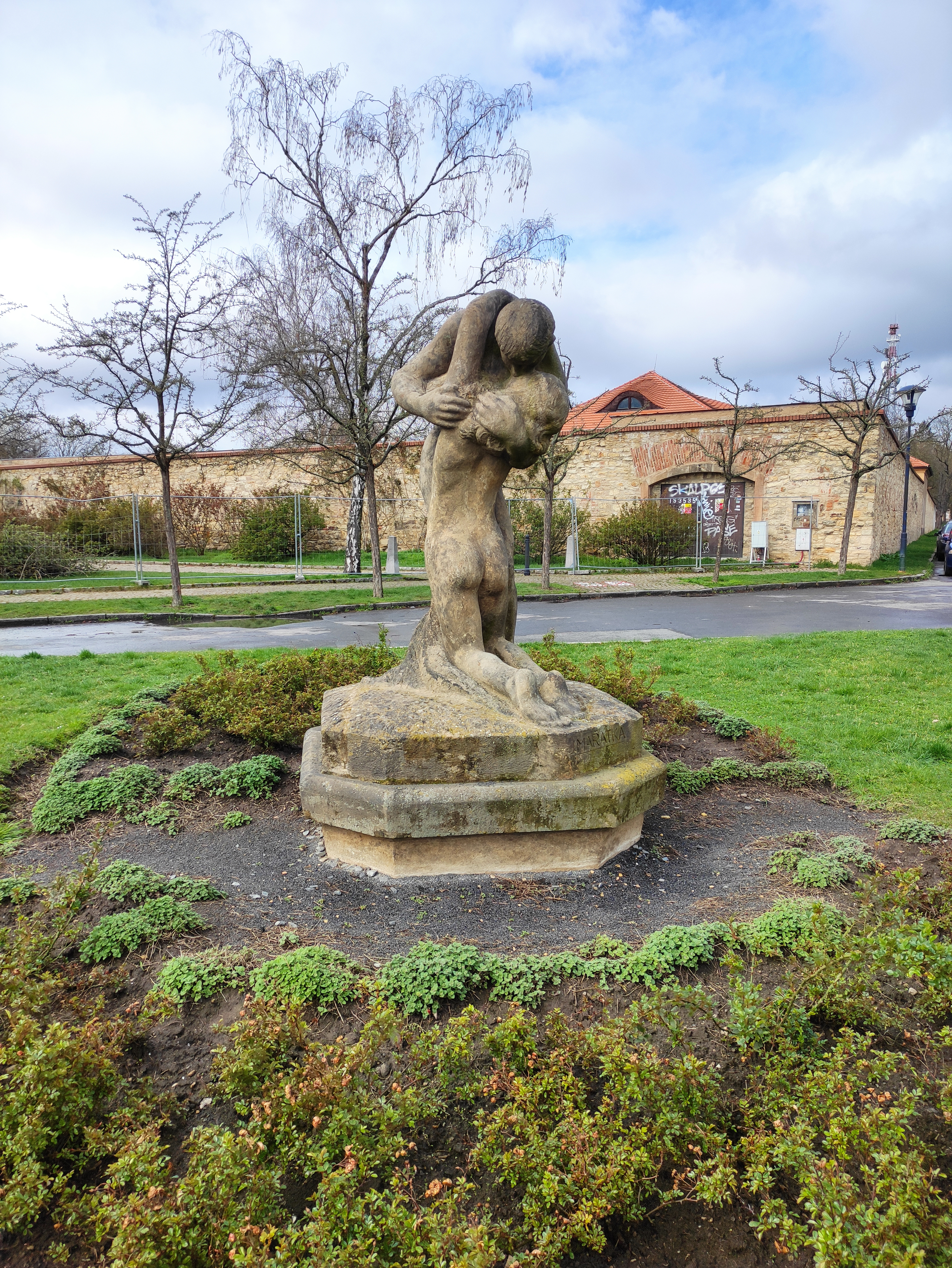
Umístění díla v parku
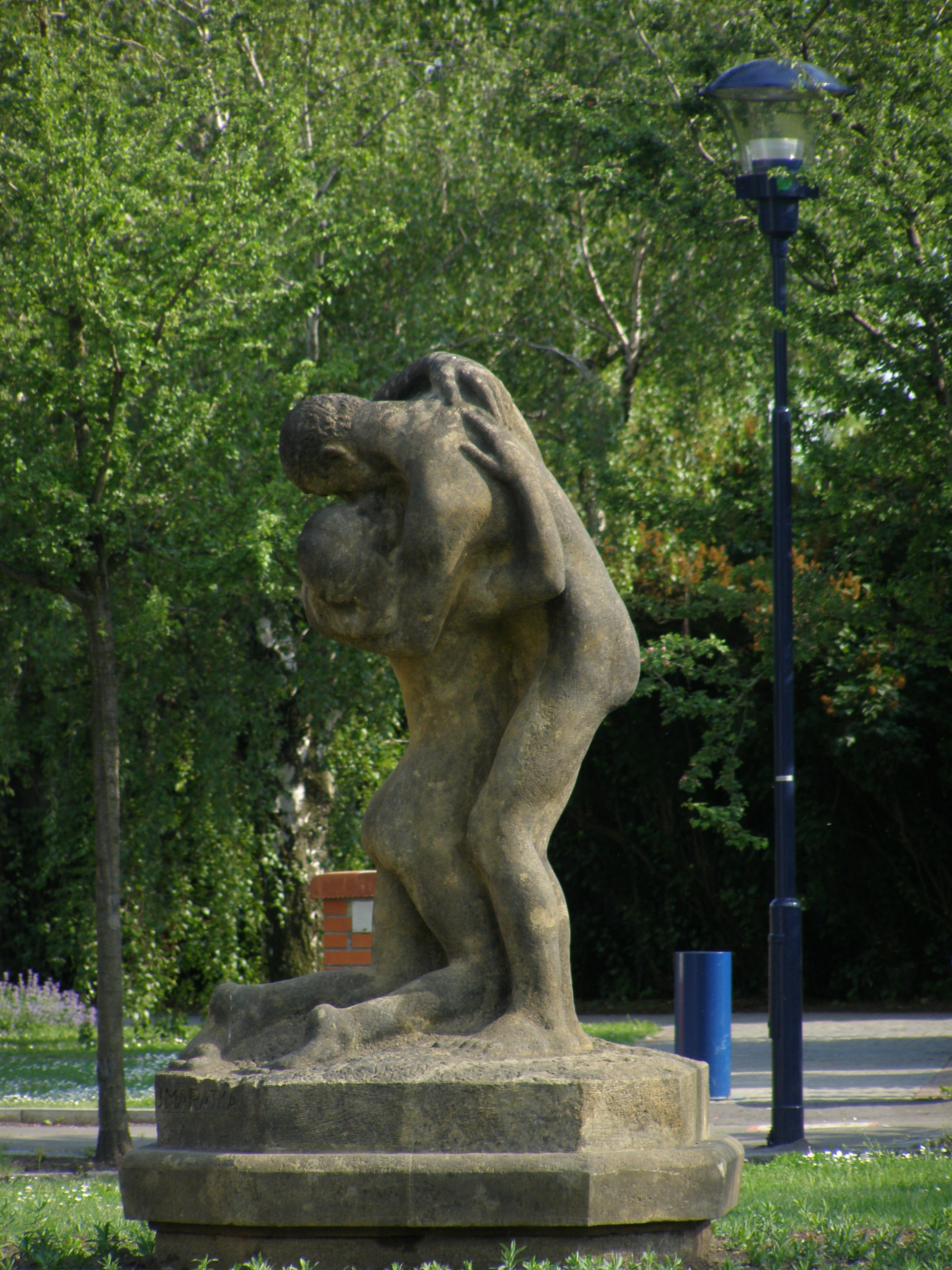
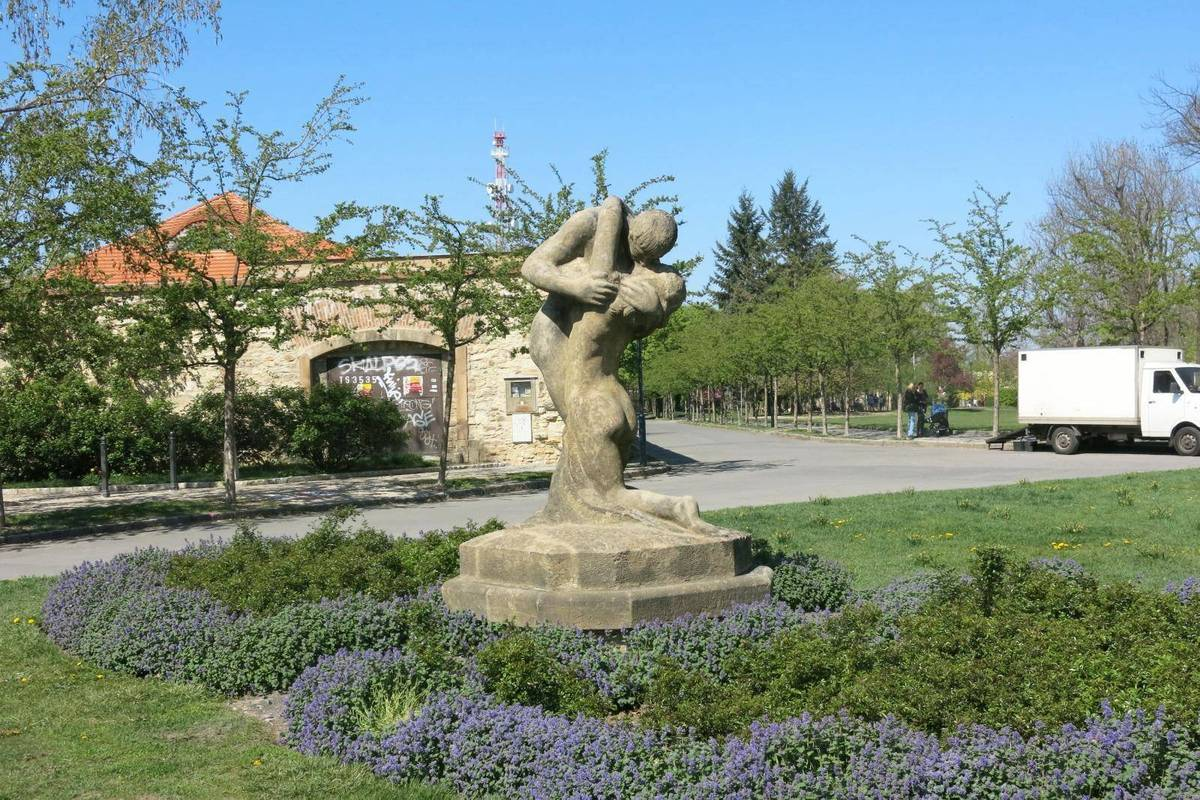